# عزلة خولان (إب)

تعديل مصدري - تعديل

عزلة خولان هي إحدى عزل مديرية مذيخرة في محافظة إب اليمنية ويبلغ تعداد سكانها 6606 نسمة حسب التعداد السكاني في اليمن لعام 2004.